# ラスト・タイクーン -ハリウッドの帝王、不滅の愛-
ミュージカル『ラスト・タイクーン ―ハリウッドの帝王、不滅の愛―』（ラスト・タイクーン ハリウッドのていおう、ふめつのあい）は、宝塚歌劇団の舞台作品。脚本・演出を担当したのは生田大和。
“ロストジェネレーション（失われた世代）”のアメリカ作家F・スコット・フィッツジェラルドの未完の長編小説「ラスト・タイクーン」のミュージカル化作品である。1930年代のハリウッド映画界を舞台に、大物プロデューサーと、女優であった亡き先妻に瓜二つの未亡人とのロマンスを描く。
2014年2月7日から3月17日（新人公演は2月25日）に宝塚大劇場、同年4月10日から5月11日（新人公演は4月24日）に東京宝塚劇場にて、花組により上演された。宝塚歌劇団創立100周年の大劇場第2弾の公演となる。併演はメガ・ステージ『TAKARAZUKA ∞ 夢眩』。
本作で演出家の生田大和が大劇場デビュー。蘭寿とむのサヨナラ公演。

## スタッフ
宝塚大劇場のデータ
- 脚本・演出：生田大和
- 作曲・編曲：太田健、青木朝子
- 音楽指揮：佐々田愛一郎
- 振付：御織ゆみ乃、桜木涼介
- 装置：二村周作
- 衣装：有村淳
- 照明：笠原俊作
- 音響：大坪正仁
- 小道具：下農直幸
- 歌唱指導：楊淑美
- 映像：奥秀太郎
- 演出助手：田渕大輔、野口幸作
- 舞台進行：政村雄祐
- 舞台美術製作：株式会社 宝塚舞台（併演作品と共通）
- 演奏：宝塚歌劇オーケストラ（併演作品と共通）
- 制作：中西達也（併演作品と共通）
- 制作補：西山晃浩（併演作品と共通）
- 制作・著作：宝塚歌劇団（併演作品と共通）
- 主催：阪急電鉄 株式会社（併演作品と共通）

参考文献：宝塚大劇場公演のプログラム

## 出演者一覧
出典
高翔みず希・悠真倫・蘭寿とむ・桜一花・華形ひかる・紫峰七海・夕霧らい・華耀きらり・月央和沙・望海風斗
明日海りお・彩城レア・芽吹幸奈・梅咲衣舞・瀬戸かずや・冴月瑠那・遼かぐら・鳳真由・白姫あかり・花蝶しほ
春花きらら・蘭乃はな・鞠花ゆめ・天真みちる・神房佳希・芹香斗亜・菜那くらら・真輝いづみ・大河凜・桜帆ゆかり
桜咲彩花・航琉ひびき・凪咲星南・美花梨乃・花奈澪・舞月なぎさ・仙名彩世・和海しょう・華雅りりか・羽立光来
新菜かほ・夢花らん・冴華りおな・紗愛せいら・水美舞斗・柚香光・真鳳つぐみ・美蘭レンナ・優波慧・乙羽映見
朝月希和・更紗那知・桜舞しおん・千幸あき・矢吹世奈・春妃うらら・雛リリカ・紅羽真希・綺城ひか理・碧宮るか
峰果とわ・飛龍つかさ・真彩希帆・茉玲さや那・澄月菜音・妃月ゆめ・桜花りな

## 主な配役
※「（）」は新人公演・配役
- モンロー・スター：蘭寿とむ（柚香光）
- キャサリン・ムーア/ミナ・デービス：蘭乃はな（華雅りりか）
- パット・ブレーディ：明日海りお（水美舞斗）

- マーカス・ロー：高翔みず希（舞月なぎさ）
- ピート・ザブラス：悠真倫（真輝いづみ）
- ケイティ・ドーラン：桜一花（桜咲彩花）
- ジョージ・ボックスレー：華形ひかる（大河凜）
- レッド・ライディングウッド：紫峰七海（航琉ひびき）
- ジョー・ポポロス：夕霧らい（羽立光来）
- ヴィヴィアン・コルベール：華耀きらり（仙名彩世）
- ジャック・ラ・ボルビッツ：月央和沙（冴華りおな）
- ブロンソン・スミス：望海風斗（芹香斗亜）
- ロビンソン：彩城レア（桜舞しおん）
- ローズマリー・シュミエル：芽吹幸奈（菜那くらら）
- テレサ・ザブラス：梅咲衣舞（凪咲星南）
- モート・フライシェーカー：瀬戸かずや（和海しょう）
- リー・カッパー：冴月瑠那（千幸あき）
- ジェーン・メラニー：遼かぐら（美花梨乃）
- 司会者：鳳真由（峰果とわ）
- ブリマー：鳳真由（綺城ひか理）
- ルーシー：白姫あかり（新菜かほ）
- シェリー：花蝶しほ（夢花らん）
- ローラ：春花きらら（真鳳つぐみ）
- マーサ・ドッド：鞠花ゆめ（桜帆ゆかり）
- ロデリゲス：天真みちる（*）
- ウィリアム・ベーア：天真みちる（更紗那知）
- ハーレー：神房佳希（花奈澪）
- ワイリー・ホワイト：芹香斗亜（優波慧）
- ドナ：菜那くらら（美蘭レンナ）
- ベネット：真輝いづみ（紅羽真希）
- チャールズ：大河凜（飛龍つかさ）
- オードリー：桜帆ゆかり（乙羽映見）
- セシリア・ブレーディ：桜咲彩花（朝月希和）
- ボブ：航琉ひびき（碧宮るか）
- エドナ・スミス：仙名彩世（真彩希帆）
- ジャン・ブローカ：和海しょう（綺城ひか理）
- バーディ・ピーターズ：華雅りりか（春妃うらら）
- ディック：水美舞斗（峰果とわ）
- アイザック：柚香光（矢吹世奈）
- エリック：優波慧（澄月菜音）